# Ekologia

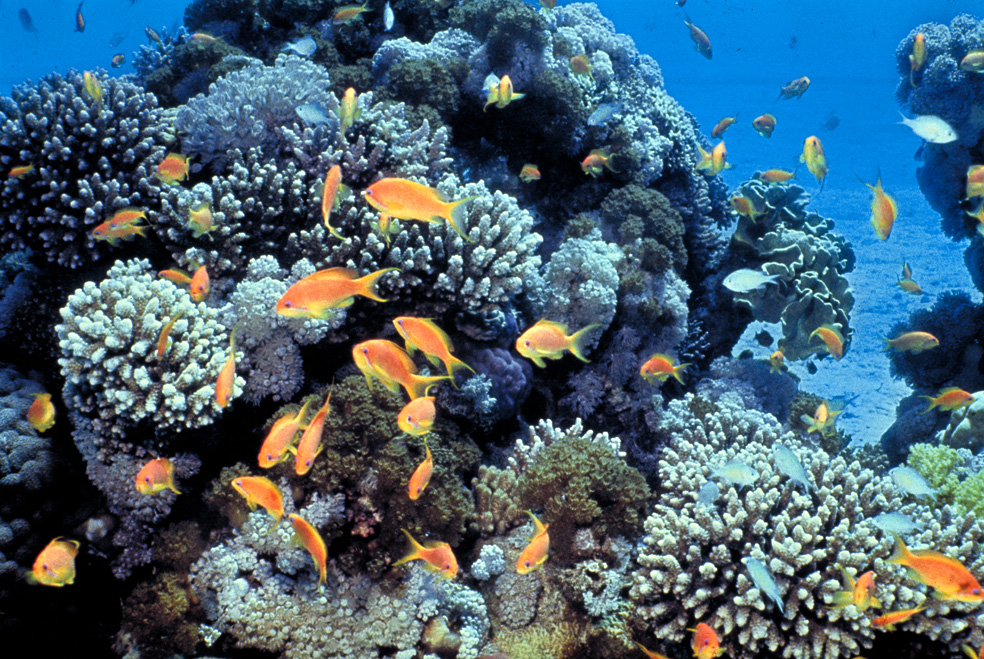
Rafa koralowa z Pseudanthias squamipinnis (zatoka Akaba) – przykład złożonego ekosystemu

Ekologia (gr. οἶκος (oíkos) ‘dom’ + λόγος (logos) ‘słowo, nauka’) – nauka o strukturze i funkcjonowaniu przyrody, zajmująca się badaniem oddziaływań pomiędzy organizmami a ich środowiskiem oraz wzajemnie między tymi organizmami (czyli strukturą ekosystemów).

## Przedmiot ekologii

Dwa matematyczne modele wzrostu pojedynczej populacji;
- krzywa wykładnicza „J” – Thomas Malthus (1798 r.)
- krzywa logistyczna „S” – Pierre F. Verhulst (1838 r.)
Oznaczenia: x – czas (t), y – liczebność populacji (N)

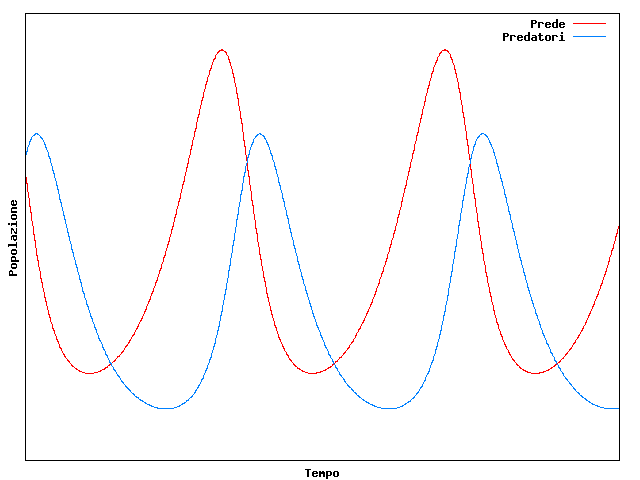
Równanie Lotki-Volterry – równania różniczkowe pierwszego stopnia jako model dynamicznego układu drapieżnik–ofiara (1920)

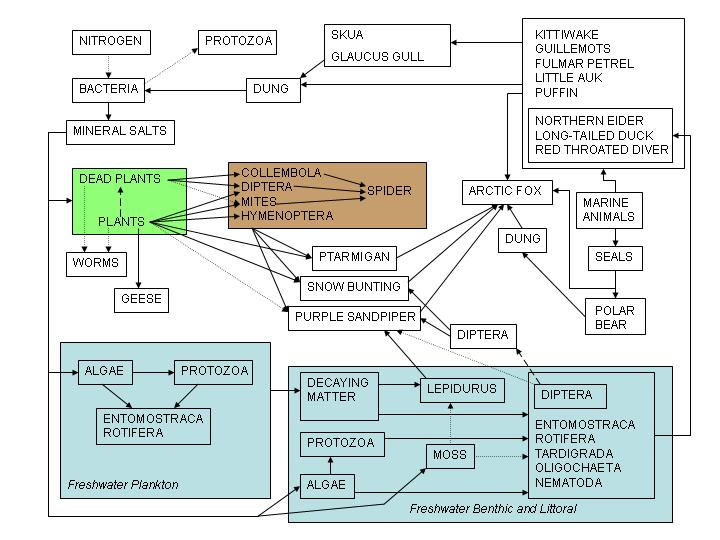
Sieć troficzna Wyspy Niedźwiedziej według Victora Summerhayesa i Charlesa Eltona (1923)

Idea ekologicznej piramidy produktywności

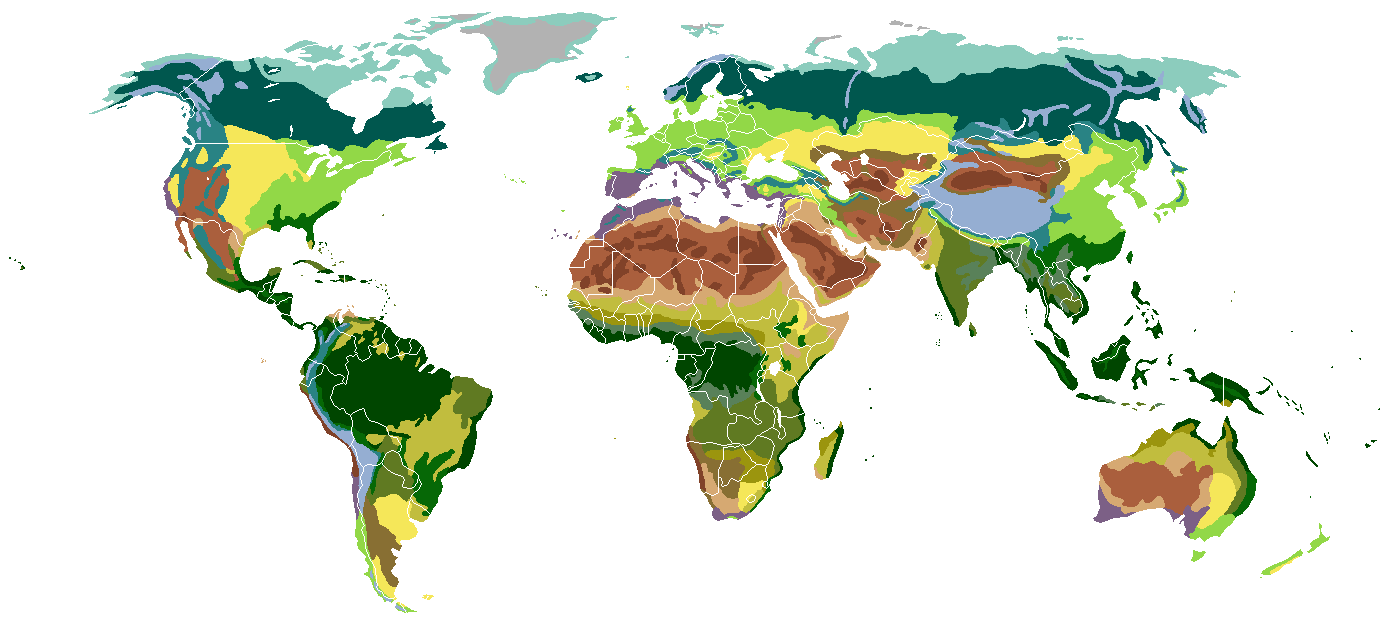
Biomy Ziemi

Ekologia zajmuje się badaniem powiązań między organizmami żywymi a środowiskiem abiotycznym (układy biologiczne istnieją w sieci powiązań między sobą i otaczającym je środowiskiem), opartych na różnego rodzaju interakcjach. Odkrywanie tych zjawisk dokonywało się od starożytności, ale ekologia jako samodzielna nauka rozwinęła się w zasadzie w XIX w. Ekologia nie jest nauką obojętną wobec egzystencji przyrody i człowieka, dlatego często w potocznych dyskusjach utożsamiana jest z sozologią i filozofią. Ekologia najogólniej jest nauką o porządku i nieporządku w przyrodzie oraz o konsekwencjach wynikających z tego porządku i nieporządku dla istnienia biosfery i człowieka.
Ze względów zarówno filozoficznych, jak i utylitarnych pojęcie „ekologia” używane bywa w szerokim kontekście znaczeniowym. Określenia ekologia, ekologiczny są często używane w języku potocznym w szerokim i czasem nieprecyzyjnym sensie znaczeniowym, nie zawsze związanym z ekologią jako nauką. Często odnoszą się do sozologii, tj. nauki o ochronie środowiska lub do ochrony środowiska jako takiej, a nawet do filozofii ekologicznej (ekozofia), działalności społecznej czy artystycznej.
Termin ten, od słowa oecologia, wprowadził w 1866 r. niemiecki biolog i ewolucjonista Ernst Haeckel, by określić badania nad zwierzętami i ich relacjami z otaczającym światem nieorganicznym i organicznym, ze szczególnym uwzględnieniem interakcji, przyjaznych lub wrogich, z organizmami roślinnymi i zwierzęcymi, z którymi wchodzą w kontakt. Na organizmy w środowisku oddziałują czynniki abiotyczne i biotyczne.
Jedni autorzy sądzą, że przedmiotem ekologii powinny być relacje między rzeczywistością biotyczną a abiotyczną, inni natomiast rozszerzają jej zakres na tak zwany wymiar aplikacyjny (tzw. ekologia stosowana). W konsekwencji dla jednych jest to nauka biologiczna, dla innych geograficzna, a jeszcze inni poszerzają ją o problematykę ochrony środowiska (zob. np. ekologizm). Jedni bronią jej wymiaru ilościowego (strategia redukcjonistyczna), inni skupiają się na wymiarze jakościowym (strategia holistyczna). Z powodu tak różnorodnych podejść i poglądów na zakres ekologii w podręcznikach spotyka się różne jej definicje i różne modele teoretyczne.
Zazwyczaj za najważniejsze pojęcia w ekologii uważa się następujące: populacja, biocenoza, ekosystem, krajobraz, biosfera, sukcesja ekologiczna.

## Działy ekologii
Współcześnie wyodrębniane są dwa główne działy ekologii – ekologia gatunku i ekologia zespołów wielogatunkowych (synekologia, biocenologia, badania tworzenia się i struktury ekosystemów). W zakres ekologii gatunku wchodzą:
- ekologia populacyjna – zagadnienia dynamiki populacji lokalnych, problemy zasięgu i rozmieszczenia[2][3][4]
- geografia fizyczna kompleksowa – budowa, organizacja, zróżnicowanie i funkcjonowanie środowiska przyrodniczego traktowanego jako całość
- ekologia ewolucyjna – historia życia gatunków, m.in. ich ewolucyjne adaptacje, dostosowania[5][6][7]. Jedną z jej dziedzin jest paleoekologia, badająca ekologię wymarłych gatunków. Wprowadzając pojęcie „ekologii gatunku” jako części ekologii, wycofano wcześniej stosowany podział tej nauki na[2][3][8]:
- autekologię – naukę o funkcjonowaniu pojedynczych organizmów w ich środowisku (zbliżoną do fizjologii gatunku)
- synekologię – ekologię grup osobników, np. populacji, formacji i zespołów roślinnych, zgrupowań zwierząt, ekosystemów.

Wśród działów ekologii wyodrębnionych ze względu na metodologię badań wymieniane są m.in.:
- ekologia opisowa – „historia naturalna”, opisywanie całych formacji roślinnych i zgrupowań zwierząt kuli ziemskiej (ociera się o zoogeografię czy biogeografię);
- ekologia funkcjonalna – poszukiwania i badania związków, wzajemnych zależności i oddziaływań między składowymi jednostek opisywanych przez ekologię opisową, poszukiwania ogólnych zasad funkcjonowania systemów ekologicznych;
- ekologia molekularna – m.in. oceny bioróżnorodności, w tym różnorodności genetycznej (różnorodność w ramach gatunku), i jej przyczyn, śledzenie tras przemieszczania się organizmów (migracja zwierząt i roślin), mierzenie wsobności, charakteryzowanie nowych gatunków, próby odtwarzania dawnego zasięgu występowania[9];
- ekologia stosowana (sozologia) - ochrona środowiska naturalnego (od ochrony poszczególnych gatunków po ekosystemy czy biosferę).

Działem ekologii silnie zakorzenionym w biochemii jest ekologia biochemiczna.

## Różne podejścia do definicji ekologii
- Ernst Haeckel: „Przez ekologię rozumiemy wiedzę związaną z ekonomiką natury – badanie stosunków roślin i zwierząt z ich środowiskiem organicznym i nieorganicznym, w tym przede wszystkim ich przyjazne i wrogie stosunki z tymi zwierzętami i roślinami, z którymi wchodzą one w bezpośredni lub pośredni kontakt – można powiedzieć, że ekologia jest budowaniem tych wszystkich złożonych interakcji, które Darwin nazywa warunkami walki o byt”.
- Claude Lévi-Strauss stwierdził, że „ekologia jest astronomią życia”. Tak jak astronomia ukazuje położenie ciał niebieskich, tak ekologia ukazuje rozłożenie organizmów żywych na Ziemi. Ekolog nie ogranicza się tylko do opisu tego rozmieszczenia, stara się odpowiedzieć, dlaczego jest ono właśnie takie, dlaczego zbiorowiska roślin mają swoją strukturę i wypełniają dane funkcje. Jest to wskazanie na ekologię ewolucyjną, funkcjonalną i opisową.
- Charles J. Krebs: „Ekologia jest nauką zajmującą się regułami zachodzącymi między występowaniem i rozmieszczeniem organizmów”, a podstawowym zadaniem ekologii jest wskazanie na przyczyny warunkujące rozmieszczenie i liczebność organizmów (taki cel postawił np. Humboldt w XVIII w.). Krebs wyróżnia:
  - ekologię opisową („historia naturalna”, opisywanie zbiorowisk roślinnych, całych formacji roślinnych kuli ziemskiej, również zgrupowań zwierząt) – ociera się o zoogeografię czy biogeografię
  - ekologię funkcjonalną (poszukuje i bada związki, wzajemne zależności i oddziaływania między składowymi jednostek opisywanych przez ekologię opisową), poszukuje ogólnych zasad funkcjonowania systemów ekologicznych
  - ekologię ewolucyjną (rozważa organizmy i relacje istniejące między nimi jako twory historycznego procesu ewolucji)
- Eugene Odum: „Ekologia to nauka o strukturze i funkcjonowaniu natury, supernauka lub nauka jednocząca”.
- Barrington Moore uważa, że ekologia jest nauką syntetyzującą nasze pojmowanie struktury i funkcjonowania biosfery.
- Russel Ackoff: „Ekologia to studium ekosystemów, otwarte na szerokie pole od fizjologii do biogeografii”.

- Francesco Di Castri:
  - 1. Ekologia jest nauką przyrodniczą, która wymaga spełnienia rygorów metodologii nauk przyrodniczych i posiada własne kompetencje. Nie jest odczuciem, wyczuciem, stanem ducha lub warunkiem respektowania natury.
  - 2. Ekologia nie jest synonimem partii politycznych lub programem grup nacisku. To nie znaczy, że wnioski wynikające z jej koncepcji nie wpływają na zrozumienie relacji między ekologią naukową a „ekologią polityczną”.
  - 3. Ekologia nie jest synonimem spuścizny biologicznej danego regionu lub kraju. Poznanie naukowe dynamiki gatunków danego kraju i regionu, funkcjonowanie ekosystemów jest nieodzowne dla tej dziedziny. Ekologia dostarcza danych do zarządzania tym dziedzictwem.
  - 4. Ekologia nie jest nauką będącą syntezą dokonaną na podstawie danych dostarczonych przez inne nauki. Ona jest otwarta na inne nauki. Ekologia jest jednak nauką z jej własnymi logiką, metodologią i koncepcjami.
  - 5. Ekologia nie jest nauką w pełni holistyczną. Aby zrozumieć mechanizm procesów ekologicznych i interakcje w badanych zgrupowaniach czy zespołach, należy przyjąć środek między rozumowaniem holistycznym i redukcjonistycznym, między rozumowaniem syntetycznym i analitycznym.
  - 6. Ekologia nie jest synonimem wiedzy o środowisku lub nauką obejmującą problemy środowiska (choć często do takiej funkcji bywa sprowadzana). Nie oznacza to, że wyniki poznania ekologicznego nie powinny być wykorzystane w ochronie środowiska (np. rekultywacja jezior, regeneracja zdewastowanych lasów). Nie jest też synonimem eksploatacji zasobów naturalnych.
  - 7. Ekologia nie jest synonimem biotycznego układu terytorialnego (przestrzenny rozkład gatunków). Ekologia uwzględnia układ przestrzenny w podejmowaniu kwestii różnorodności ekologicznej, przy analizie sukcesji ekosystemów, ukazywaniu warunków stabilności ekosystemów.